# Lista de reis da Assíria
A Lista de reis da Assíria é uma compilação da lista real assíria, um antigo reino e império semítico acadiano no norte da Mesopotâmia (atual Iraque) com informações adicionais advindas de pesquisas arqueológicas recentes. A lista de reis assírios inclui o tamanho dos reinados que parecem ter sido baseados em listas limu (listavam os nomes de epônimos oficiais para cada ano) agora perdidas. O comprimento dos reinados confere bem com as listas reais hititas, babilônicas e egípcias e com o registro arqueológico, e são consideradas confiáveis para a idade.
Antes da descoberta das tabuletas cuneiforme listando os antigos reis assírios, estudiosos antes do século XIX apenas tinham acesso a duas listas reais assírias completas, uma encontrada na Crônica de Eusébio de Cesareia (ca. 325), da qual duas edições existem, e uma segunda lista encontrada na Excerpta Latina Barbari. Uma lista incompleta de 16 reis assírios foi também descoberta na literatura de Sexto Júlio Africano. Várias outras listas reais assírias fragmentadas chegaram até nós através de autores gregos e romanos tais como Ctésias de Cnido (c. 400 a.C.) e os autores romanos Castor de Rodes (século I a.C.) e Cefalião (século I d.C.).
Desde a descoberta e decifração dos registros cuneiformes, estas listas reais assírias "pós-cuneiforme" não foram consideradas muito fiáveis ou factuais, mas podem conter verdades históricas menores que tornaram-se pesadamente corrompidas ao longo dos séculos. Alguns estudiosos argumentam ainda que elas são fabricações inteiras ou ficções.[carece de fontes?]

### Listas greco-romanas fragmentadas
Ctésias como médico da corte de Artaxerxes II (r. 405/4–359/8 a.C.), alegou ter acesso a registros reais históricos. A lista dos reis assírios de Ctésias incluída em seu Persica, um trabalho que cobre a história da Pérsia, embora os primeiros três livros tenham sido dedicados à Assíria pré-persa, sendo intitulados "A História dos Assírios". O quanto a lista real de Ctésias é história factual ainda está sob debate. Enquanto muitos estudiosos concordam que grandes partes são ficção, é geralmente acordado que há verdade histórica com base na probabilidade de sua lista estar enraizada na tradição oral transmitida. O estudioso clássico Robert Drews, contudo, argumenta que a lista de Ctésias contém informações de tabuletas babilônicas. Embora o trabalho inteiro de Ctésias está perdido, fragmentos foram preservados em Diodoro Sículo, Nicolau de Damasco e Fócio. Destes fragmento é sabido que Ctésias datou a fundação da Assíria c. 2 166 a.C., pelo rei Nino, marido da rainha Semíramis, e 30 reis assírios o seguiram por 1300 anos em sucessão a Sardanapalo (c. 866 a.C.). A lista dos 30 sucessores de Nino (e Semíramis) de Ctésias está perdida.
No século I a.C., Castor de Rodes compilou uma lista real assíria, similar a aquela de Ctésias. Porém, apenas fragmentos sobreviveram de maneira mutilada, embora se saiba por estes fragmentos que a lista real assíria de Castor começou com Belo. Embora afirme, tal como Ctésias, que Nino foi marido de Semíramis, Castor o considera como o segundo rei, de modo que Belo seria o primeiro. Segundo castor, Belo data de 2 123 a.C.. Um fragmento de Cefalião nomeia Nínias, o filho e sucessor de Nino.
Uma lista incompleta de 16 reis assírios é encontrada no Chronographiai de Sexto Júlio Africano (começo do século III). A Crônica de Eusébio de Cesareia (ca. 325) contém uma lista completa de 36 reis assírios. Uma lista final é encontrada na Excerpta Latina Barbari. A lista pode ser encontrada no Thesaurus temporum (1606) de Joseph Justus Scaliger. Nela Belo é considerado como o primeiro rei e é datado de 2 206 a.C.

### Lista em árabe
O historiador árabe Iacubi incluiu em seu Kitāb al-ta'rīkh escrito em 873 uma lista de reis de "Mossul e Nínive" compreendendo quatro reis assírios identificáveis: Palo/Tiglate-Pileser II (r. 965–936 a.C.), Nino/Tuculti-Ninurta II (r. 890–884 a.C.), Lauasnacir/Assurnasirpal II (r. 883–859 a.C.) e Xamirã/Semíramis (r. 810–806 a.C.).

### Fontes cuneiformes

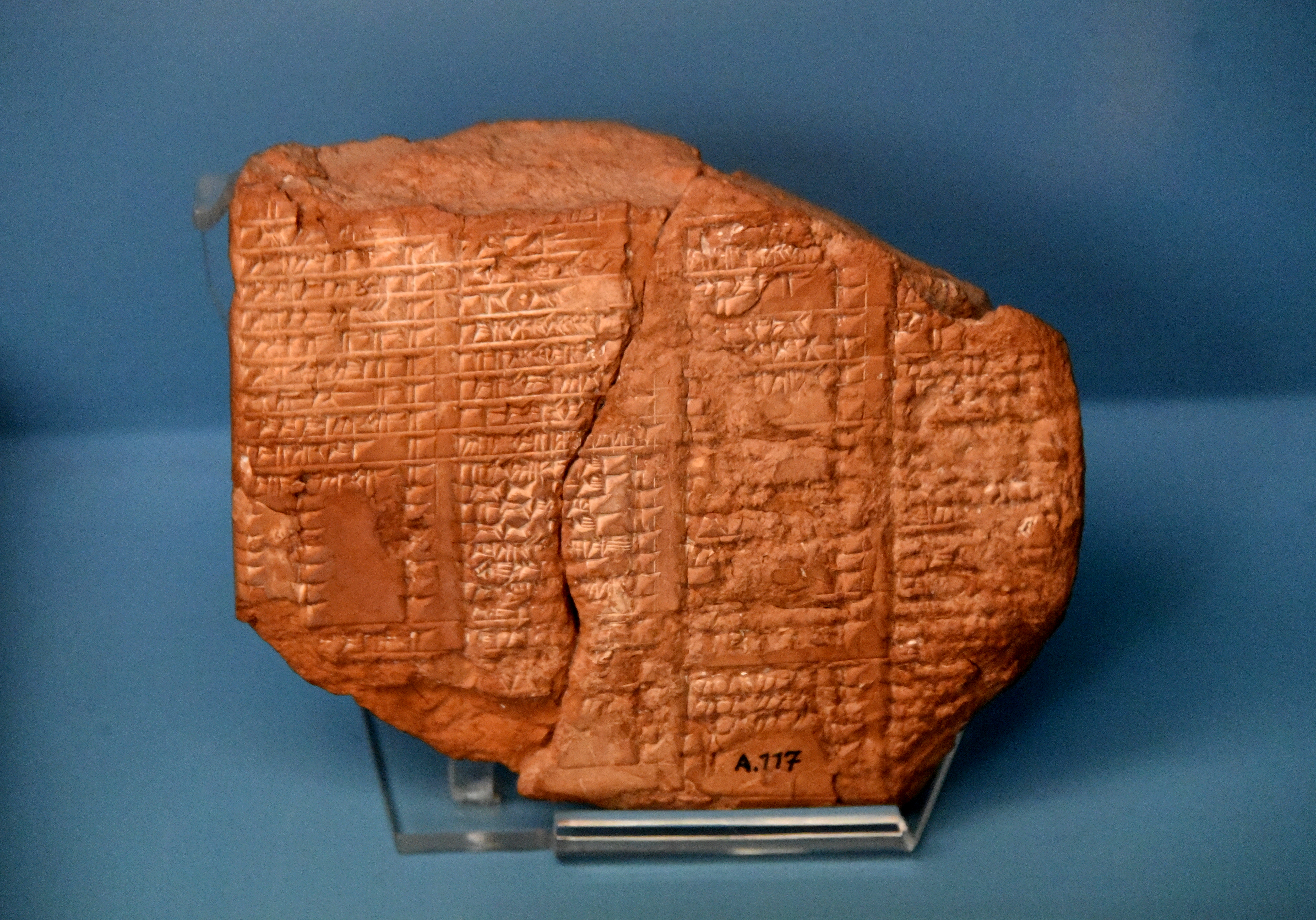
Tabuleta cuneiforme de terracota listando os reis da Assíria. De Assur, Iraque, desde o século VII a.C.. Museu do Antigo Oriente Próximo, Istambul.

### Período Neoassírio

Império Neoassírio